# Martín Alaníz
Diego Martín Alaníz Ávila, mais conhecido como Martín Alaníz (Melo, 19 de fevereiro de 1993), é um futebolista uruguaio que atua como meia ou atacante. Atualmente joga pelo Real Oviedo.

## Carreira
Martín Alaníz começou a sua carreira nas categorias de base do Defensor Sporting. Sem espaço no time de cima do Defensor, Alaníz foi emprestado por 1 ano ao Juventud, onde disputou a segunda divisão do Campeonato Uruguaio. Foi contratado pelo River Plate em janeiro de 2013. Marcou seu primeiro gol pelo clube na temporada 2013-14. Na temporada seguinte, acertou empréstimo ao Monarcas Morelia, do México. Rescindiu seu contrato com o clube mexicano para acertar com o Argentinos Juniors, da Argentina. Retornou ao River Plate em meados de 2015. Em janeiro de 2016, a Chapecoense anunciou a contratação de Alaníz por empréstimo junto ao River Plate válido por 1 ano.

## Estatísticas
Até 6 de março de 2016.

### Clubes
| Clube              | Temporada         | Campeonato nacional | Campeonato nacional | Campeonato nacional | Copa nacional[a] | Copa nacional[a] | Copa nacional[a] | Competições continentais[b] | Competições continentais[b] | Competições continentais[b] | Outros torneios[c] | Outros torneios[c] | Outros torneios[c] | Total | Total | Total   |
| Clube              | Temporada         | Jogos               | Gols                | Assist.             | Jogos            | Gols             | Assist.          | Jogos                       | Gols                        | Assist.                     | Jogos              | Gols               | Assist.            | Jogos | Gols  | Assist. |
| ------------------ | ----------------- | ------------------- | ------------------- | ------------------- | ---------------- | ---------------- | ---------------- | --------------------------- | --------------------------- | --------------------------- | ------------------ | ------------------ | ------------------ | ----- | ----- | ------- |
| Juventud           | 2011–12           | 12                  | 2                   | 0                   | —                | —                | —                | —                           | —                           | —                           | —                  | —                  | —                  | 12    | 2     | 0       |
| Juventud           | Total             | 12                  | 2                   | 0                   | 0                | 0                | 0                | 0                           | 0                           | 0                           | 0                  | 0                  | 0                  | 12    | 2     | 0       |
| River Plate        | 2012–13           | 10                  | 0                   | 3                   | —                | —                | —                | —                           | —                           | —                           | —                  | —                  | —                  | 10    | 0     | 3       |
| River Plate        | 2013–14           | 25                  | 3                   | 2                   | —                | —                | —                | 3                           | 0                           | 0                           | —                  | —                  | —                  | 28    | 3     | 2       |
| River Plate        | Total             | 35                  | 3                   | 5                   | 0                | 0                | 0                | 3                           | 0                           | 0                           | 0                  | 0                  | 0                  | 38    | 3     | 5       |
| Monarcas Morelia   | 2014–15           | 14                  | 2                   | 0                   | 4                | 1                | 0                | —                           | —                           | —                           | —                  | —                  | —                  | 18    | 3     | 0       |
| Monarcas Morelia   | Total             | 14                  | 2                   | 0                   | 4                | 1                | 0                | 0                           | 0                           | 0                           | 0                  | 0                  | 0                  | 18    | 3     | 0       |
| Argentinos Juniors | 2015              | 6                   | 0                   | 0                   | 1                | 0                | 0                | —                           | —                           | —                           | —                  | —                  | —                  | 7     | 0     | 0       |
| Argentinos Juniors | Total             | 6                   | 0                   | 0                   | 1                | 0                | 0                | 0                           | 0                           | 0                           | 0                  | 0                  | 0                  | 7     | 0     | 0       |
| River Plate        | 2015–16           | 9                   | 2                   | 2                   | —                | —                | —                | —                           | —                           | —                           | —                  | —                  | —                  | 9     | 2     | 2       |
| River Plate        | Total             | 9                   | 2                   | 2                   | 0                | 0                | 0                | 0                           | 0                           | 0                           | 0                  | 0                  | 0                  | 9     | 2     | 2       |
| Chapecoense        | 2016              | 0                   | 0                   | 0                   | 0                | 0                | 0                | 0                           | 0                           | 0                           | 2                  | 0                  | 0                  | 2     | 0     | 0       |
| Chapecoense        | Total             | 0                   | 0                   | 0                   | 0                | 0                | 0                | 0                           | 0                           | 0                           | 2                  | 0                  | 0                  | 2     | 0     | 0       |
| Total na carreira  | Total na carreira | 76                  | 9                   | 7                   | 5                | 1                | 0                | 3                           | 0                           | 0                           | 2                  | 0                  | 0                  | 86    | 10    | 7       |

- a. ^ Jogos da Copa México e Copa Argentina
- b. ^ Jogos da Copa Sul-Americana
- c. ^ Jogos do Campeonato Catarinense

## Títulos

##### Chapecoense
- Campeonato Catarinense: 2016